# Tip O'Neill Award
Tip O'Neill Award är en utmärkelse som sedan 1984 delas ut av Canadian Baseball Hall of Fame and Museum till årets främsta kanadensiska basebollspelare. Vinnaren ska ha presterat goda individuella insatser, bidragit till lagets framgångar och uppträtt sportsligt. Priset är uppkallat efter den kanadensiska spelaren James "Tip" O'Neill, som var en framträdande spelare i Major League Baseball (MLB) i slutet av 1800-talet.
Larry Walker är den spelare som vunnit priset flest gånger med nio utmärkelser.

## Pristagare

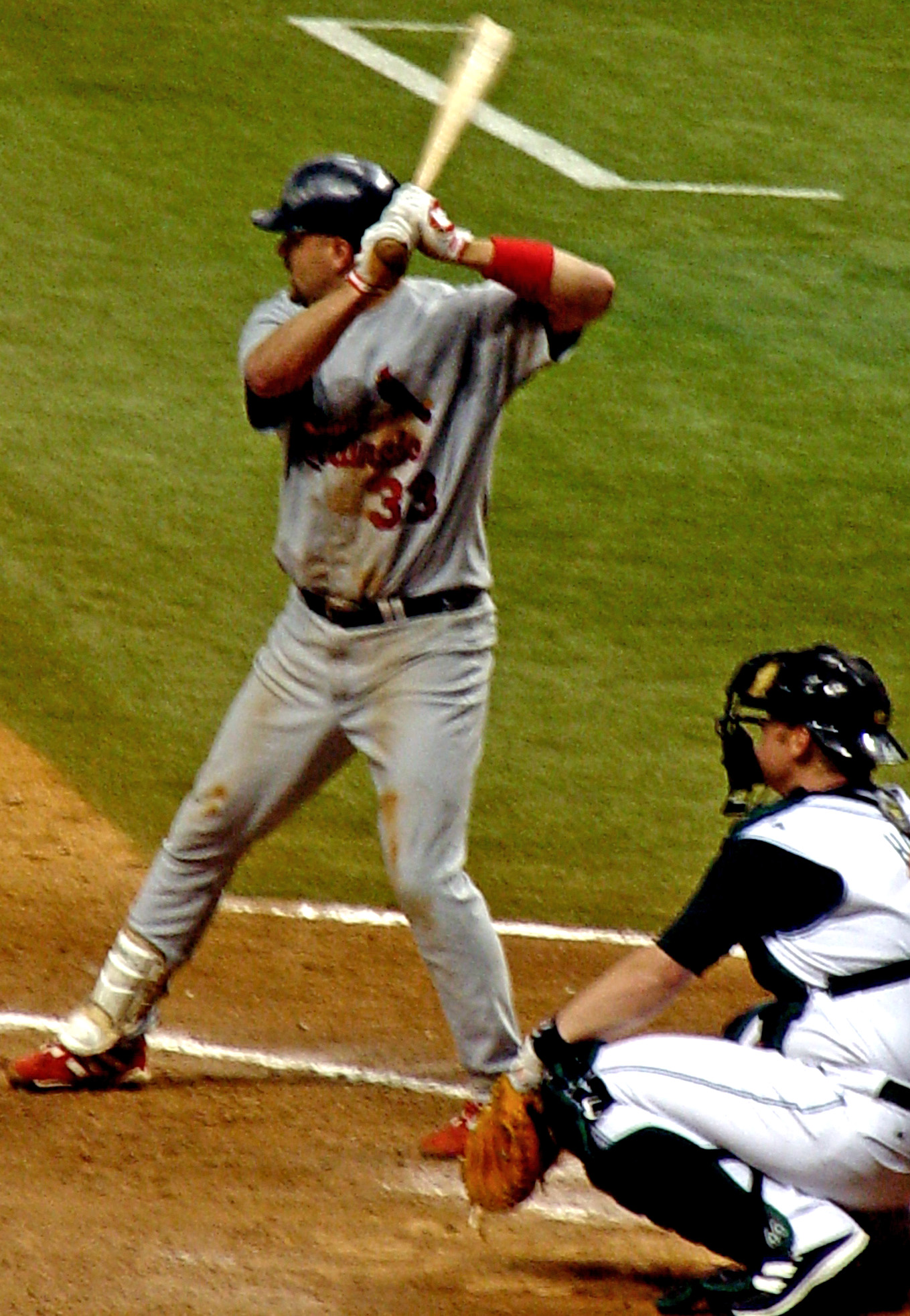
Larry Walker, niofaldig pristagare.

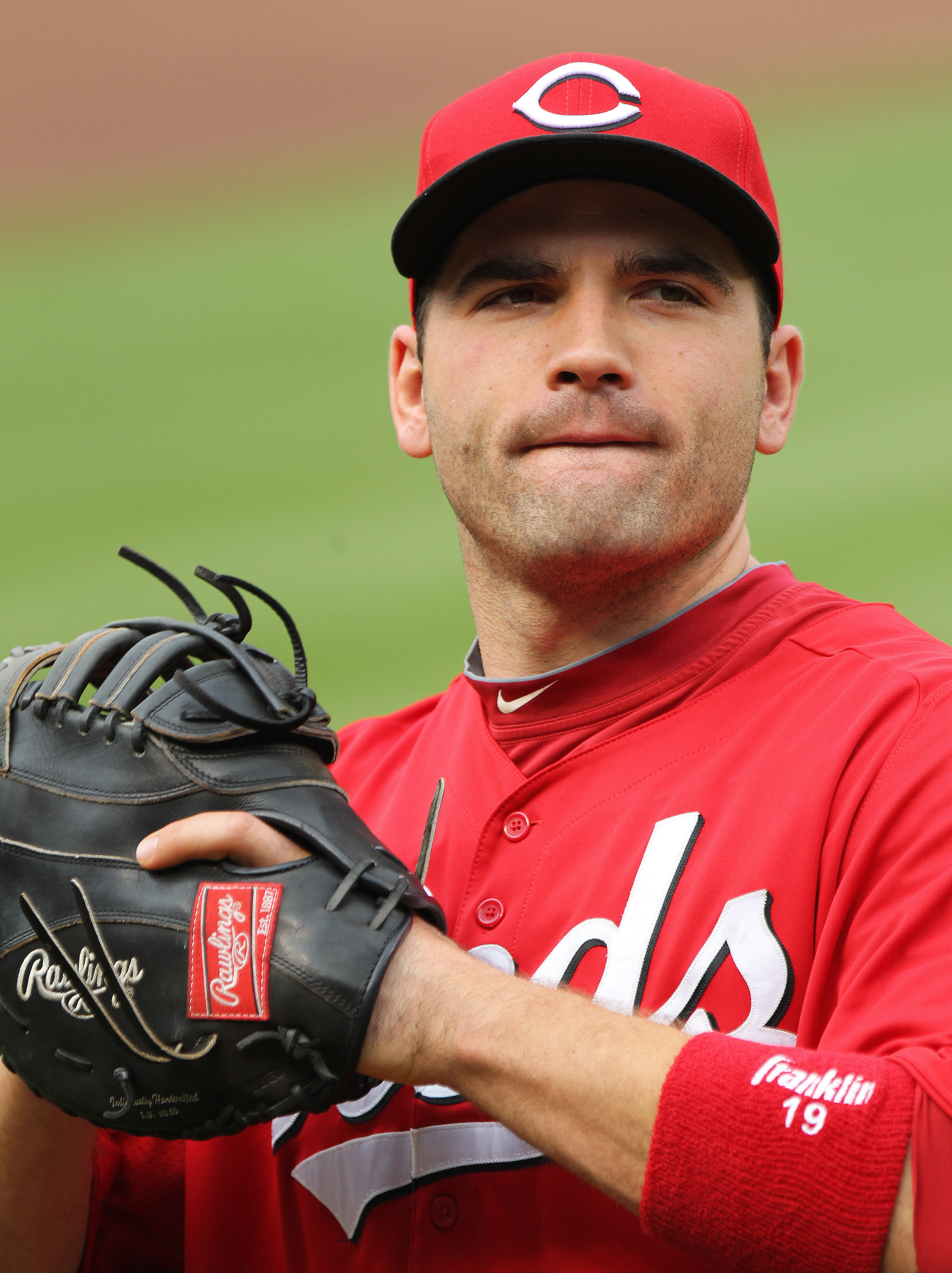
Joey Votto, sjufaldig pristagare.

| År   | Pristagare           | Position     | Klubb                                           |
| ---- | -------------------- | ------------ | ----------------------------------------------- |
| 1984 | Terry Puhl           | Rightfielder | Houston Astros                                  |
| 1985 | Dave Shipanoff       | Pitcher      | Philadelphia Phillies                           |
| 1986 | Rob Ducey            | Outfielder   | Knoxville Smokies (AA) Ventura County Gulls (A) |
| 1987 | Larry Walker         | Outfielder   | Jacksonville Expos (AA)                         |
| 1988 | Kevin Reimer         | Outfielder   | Texas Rangers                                   |
| 1989 | Steve Wilson         | Pitcher      | Chicago Cubs                                    |
| 1990 | Larry Walker (2)     | Rightfielder | Montreal Expos                                  |
| 1991 | Daniel Brabant       | Pitcher      | Kanadas landslag                                |
| 1992 | Larry Walker (3)     | Rightfielder | Montreal Expos                                  |
| 1993 | Rob Butler           | Outfielder   | Toronto Blue Jays                               |
| 1994 | Larry Walker (4)     | Rightfielder | Colorado Rockies                                |
| 1995 | Larry Walker (5)     | Rightfielder | Colorado Rockies                                |
| 1996 | Jason Dickson        | Pitcher      | California Angels                               |
| 1997 | Larry Walker (6)     | Rightfielder | Colorado Rockies                                |
| 1998 | Larry Walker (7)     | Rightfielder | Colorado Rockies                                |
| 1999 | Jeff Zimmerman       | Pitcher      | Texas Rangers                                   |
| 2000 | Ryan Dempster        | Pitcher      | Florida Marlins                                 |
| 2001 | Corey Koskie         | Tredjebasman | Minnesota Twins                                 |
| 2001 | Larry Walker (8)     | Rightfielder | Colorado Rockies                                |
| 2002 | Éric Gagné           | Pitcher      | Los Angeles Dodgers                             |
| 2002 | Larry Walker (9)     | Rightfielder | Colorado Rockies                                |
| 2003 | Éric Gagné (2)       | Pitcher      | Los Angeles Dodgers                             |
| 2004 | Jason Bay            | Leftfielder  | Pittsburgh Pirates                              |
| 2005 | Jason Bay (2)        | Leftfielder  | Pittsburgh Pirates                              |
| 2006 | Justin Morneau       | Förstabasman | Minnesota Twins                                 |
| 2007 | Russell Martin       | Catcher      | Los Angeles Dodgers                             |
| 2008 | Justin Morneau (2)   | Förstabasman | Minnesota Twins                                 |
| 2009 | Jason Bay (3)        | Leftfielder  | Boston Red Sox                                  |
| 2010 | Joey Votto           | Förstabasman | Cincinnati Reds                                 |
| 2011 | John Axford          | Pitcher      | Milwaukee Brewers                               |
| 2011 | Joey Votto (2)       | Förstabasman | Cincinnati Reds                                 |
| 2012 | Joey Votto (3)       | Förstabasman | Cincinnati Reds                                 |
| 2013 | Joey Votto (4)       | Förstabasman | Cincinnati Reds                                 |
| 2014 | Justin Morneau (3)   | Förstabasman | Colorado Rockies                                |
| 2015 | Joey Votto (5)       | Förstabasman | Cincinnati Reds                                 |
| 2016 | Joey Votto (6)       | Förstabasman | Cincinnati Reds                                 |
| 2017 | Joey Votto (7)       | Förstabasman | Cincinnati Reds                                 |
| 2018 | James Paxton         | Pitcher      | Seattle Mariners                                |
| 2019 | Mike Soroka          | Pitcher      | Atlanta Braves                                  |
| 2020 | Jamie Romak          | Förstabasman | SK Wyverns                                      |
| 2021 | Vladimir Guerrero Jr | Förstabasman | Toronto Blue Jays                               |
| 2022 | Jordan Romano        | Pitcher      | Toronto Blue Jays                               |

### Webbkällor
- ”James "Tip" O'Neill Award” (på engelska). Canadian Baseball Hall of Fame and Museum. https://baseballhalloffame.ca/james-tip-oneill-award. Läst 28 december 2022.
- ”Tip O'Neill Award” (på engelska). Baseball Almanac. https://www.baseball-almanac.com/awards/tip_oneill_award.shtml. Läst 28 december 2022.